# Зомби 4: Рассвет вампиров (фильм, 2025)
Зомби 4: Рассвет вампиров (англ. Zombies 4: Dawn of the Vampires) — американский вампирский музыкальный фильм 2025 года. Это четвёртая часть франшизы Зомби и продолжение фильма 2022 года Зомби 3. Изначально планировался как оригинальный фильм Disney+, но был выпущен на Disney Channel 10 июля 2025 года и на Disney+ 11 июля 2025 года.

## Сюжет
Зед, Эддисон, Элиза и Уилла завершили свой первый год в колледже Маунтин. Зед и Эддисон посвятили большую часть года своим видам спорта — футболу и черлидингу. Оба были настолько сосредоточены на успехе, что почти не проводили времени друг с другом или с другими друзьями. Зед планирует поехать в летний футбольный лагерь, чтобы доказать, что достоин места в основном составе, а Эддисон отправляется в лагерь для черлидеров, чтобы побороться за звание капитана команды. По дороге на летние мероприятия четверо друзей попадают в аварию из-за таинственного энергетического всплеска, который выводит из строя Z-браслет Зеда, и их машину сносит с дороги. После крушения они оказываются в незнакомой местности и разделяются, чтобы найти помощь. Зед встречает новых монстров — Дневных Бродяг во главе с Новой, а Эддисон сталкивается с вампирами под предводительством Виктора. У этих двух группировок давняя вражда из-за общего и истощающегося источника энергии — Кровавых Фруктов. И Нову, и Виктора старейшины давят, требуя любыми способами добыть фрукты для своих кланов. Дневные Бродяги и вампиры одновременно прибывают к саду с Кровавыми Фруктами, где также оказываются Элиза и Уилла, но ворота в сад заперты. Пока они ищут способ открыть их, обе группы устраиваются в заброшенном лагере Рейберн. Зед, Эддисон, Элиза и Уилла становятся вожатыми между двумя враждующими группировками, надеясь убедить их работать вместе. Нова и Виктор сближаются из-за общих видений, полагая, что их связывает что-то сверхъестественное. Тем временем загадочные энергетические всплески продолжаются, угрожая не только обитателям лагеря, но и другим монстрам — зомби и оборотням. Постепенно Дневные Бродяги и вампиры начинают сотрудничать и в итоге преодолевают разногласия, открывая ворота сада. Однако, когда прибывают старейшины, они в шоке от того, что группы работали вместе, и по неосторожности сжигают половину сада. Старейшины грозят друг другу войной, и кланы снова расходятся. Зед, Элиза и Уилла выясняют, что умирающие корни Кровавых Фруктов — причина опасных энергетических всплесков. Нова и Виктор верят, что объединение лунных камней их народов исцелит корни и остановит катастрофу, но боятся, что собрать камни вместе — невозможно. Эддисон и ослабевший Зед «передают эстафету» и вдохновляют их сделать невозможное возможным. Дневные Бродяги и вампиры объединяют усилия, соединяют лунные камни, что исцеляет корни, останавливает всплески и вызывает невероятный рост новых Кровавых Фруктов. Монстры празднуют победу. Зед и Эддисон осознают, как важно ценить близких, и решают провести остаток лета с любимыми, а не гнаться за личными достижениями. Нова и Виктор обещают поддерживать связь, но перед расставанием над океаном образуется таинственный водяной смерч.

## В ролях
- Майло Манхейм — Зед
- Мэг Доннелли — Аддисон
- Фрейя Скай — Нова
- Малакай Бартон — Виктор
- Кайли Расселл — Элиза
- Чандлер Кинни — Уилла
- Джулиан Лернер — Рэй
- Свайам Бхатия — Вера
- Меконнен Найф — Варга
- Лиза Чаппелл — Старейшина
- Джонно Робертс — Командир Брайт

## Производство
22 ноября 2023 года журнал Production Weekly сообщил, что четвёртый фильм франшизы «Зомби» находится в разработке. Майло Манхейм и Мэг Доннелли вновь исполнят роли Зеда и Эддисон соответственно. Пол Хоэн также вернётся в качестве режиссёра новой части, а продюсерская компания Bloor Street Productions продолжит сотрудничество после участия в двух предыдущих фильмах. В отличие от предыдущих частей, съёмки «Зомби 4» проходили не в Торонто, Канада, а в Окленде, Новая Зеландия. Фильм был официально одобрен 10 февраля 2024 года. Чендлер Кинни и Кайли Расселл вернулись к ролям Уиллы и Элизы соответственно. К актёрскому составу присоединилась Фрейя Скай в роли Новы, а Малакай Бартон получил роль Виктора. Основные съёмки начались 26 марта 2024 года в Новой Зеландии. Свайам Бхатия, Джулиан Лернер, Меконнен Найф, Лиза Чаппелл и Джонно Робертс исполнили роли Веры, Рэя, Варгаса, Старейшины и Командира Брайта соответственно.

## Музыка
В фильме «Zombies 4: Dawn of the Vampires» представлено 13 песен. Первый сингл под названием «The Place To Be» был выпущен 2 мая 2025 года одновременно с открытием предзаказа на саундтрек. Второй сингл «Don't Mess With Us» вышел 13 июня 2025 года.